# كأس تونس للكرة الطائرة للرجال 1963–64
كأس تونس للكرة الطائرة للرجال 1964-1963 هو الموسم رقم 8 من كأس تونس للكرة الطائرة للرجال.

فاز بهذا الموسم الترجي الرياضي التونسي.

## روابط خارجية
- الموقع الرسمي للجامعة التونسية للكرة الطائرة.